# 이마가와 요시모토
이마가와 요시모토(일본어: 今川義元, 1519년 ~ 1560년 6월 12일)는 센고쿠 시대의 다이묘이다.
스루가국(駿河国)의 슈고 다이묘였던 이마가와씨 제9대 당주이며, 도카이도 제일의 무사(일본어: 海道一の弓取り)란 별칭으로 불리면서 자국령 경영과 정벌에 재능을 발휘해 이마가와씨를 센고쿠 다이묘 반열에 올려놓았다.
영지로는 스루가, 도토미(遠江), 미카와(三河), 오와리(尾張) 일부까지 확대해 한때 "천하에 가장 가까운 남자"로 불리었지만, 오와리를 침공할 때 오케하자마 전투(桶狹間戰鬪)에서 오다 노부나가(織田信長)군의 기습을 받고 전사했다.
다케다 신겐(武田信玄)의 매부이다.

## 생애

### 내란과 가독 상속
요시모토는 이마가와씨 제7대 당주에 있던 이마가와 우지치카(今川氏親)의 다섯째 아들로 태어났다. 어머니는 주케이니(寿桂尼)였고, 어릴적 이름은 호기쿠마루(芳菊丸)였다. 태어날 때, 이미 친형인 이마가와 우지테루(今川氏輝)가 있었기 때문에 4살 때 불문(佛門)에 입적되어 임제종(臨濟宗)의 젠토쿠지(善德寺)에 맡겨진다. 이때 법명은 바이가쿠쇼호(梅岳承芳)이다. 이마가와 일족 출신의 승려 다이겐 셋사이(太原雪齋)와 함께 교토로 상경해 고잔(五山; 지카쿠(寺格): 수행방법, 법도 등)을 배운다.
1536년 우지테루가 급사했기 때문에 스루가로 돌아간다. 이때 출가 했던 이복형 겐코에탄(玄廣惠探)과 가독 투쟁이 일어나게 된다. 하지만 셋사이의 조력으로 승리하게 된다. 이것을 하나쿠라의 난(花倉の乱)이라 부른다. 아무튼, 가독을 승계하고 제9대 스루가 슈고에 오른다. 이때 이름을 요시모토로 개명한다.

### 호조 가문과 오다 가문과의 싸움
1537년 이마가와 우지테루때까지 숙적으로 있는 다케다 노부토라(武田信虎)의 딸과 결혼을 하고, 가이의 다케다 가문과 동맹을 맺는다. 그런 까닭에 오래전부터 연이 깊었던 호조 가문과는 동맹이 결렬되고, 호조 우지쓰나(北条氏綱)가 스루가 가토군(河東郡) 요시하라(吉原; 시즈오카현 후지시)로 침공해 온다. 요시모토는 이에 대응해 교전했지만, 우지쓰나에게 패해 가토 군을 빼앗긴다.
더욱이 오와리의 오다 노부히데(織田信秀)가 1540년부터 미카와에 침공을 개시한다. 이에 요시모토는 미카와의 호족들과 연합하여 1542년 노부히데와 일대 결전을 벌이지만, 노부히데의 맹공 앞에 패하고 만다(제1차 아즈키자카 전투(第1次小豆坂の戦い)).

### 세력 확대
호조 가문에서는 1541년 우지쓰나가 죽고 호조 우지야스(北条氏康)가 가독을 계승하지만, 이마가와 요시모토는 우지야스와 적대적인 우에스기 노리마사(上杉憲政)와 1545년 동맹을 맺는다. 그리고, 연합해서 우지야스를 공격한다. 그 결과 요시모토와 우지야스는 다케다 하루노부(후의 신겐)의 중개로 화친하게 되고, 화친의 조건은 호조 가문에 빼앗겼던 가토 군의 반환이었다. 그리고, 1551년 우지야스에 의해 고코쿠지성(興国寺城)을 빼앗겼지만, 곧 탈환하고 기세강(黄瀬川)를 국경으로 했다.
미카와에서도, 오와리의 오다 노부히데의 진출에 따른 압박을 받고 있던 니시 미카와의 마쓰다이라 히로타다(松平広忠)의 귀순을 받아들여, 마쓰다이라 히로타다의 적자 다케치요(竹千代; 후에 도쿠가와 이에야스(德川家康))를 인질로 받아 들이지만, 호송 도중 미카와 다하라성(田原城)의 영주 도다 야스미쓰(戸田康光)의 배신으로 호송중 다케치요를 적국인 오다 가문으로 보내버린다. 이것은 전년에 도다 가문의 일족으로 있는 도다 노부나리(戸田宣成), 도다 요시미쓰(戸田吉光)를 멸문했기 때문이다. 그래서 이에 원한을 품은 도다 종가(宗家)의 당주로 있던 야스미쓰가 반란을 일으킨 것이었다. 이에 격노한 요시모토는 도다 종가를 멸문시키고, 그의 거성이었던 다하라 성을 아사히나씨(朝比奈氏)에게 넘긴다.
1548년 요시모토의 미카와 진출에 위기감을 느낀 오다 노부히데가 미카와를 침공해 오지만 요시모토의 중신으로 있는 다이겐 셋사이, 아사히나 야스요시(朝比奈泰能)를 대장으로 해서 오다 군에 대승하고, 오다 가문의 세력을 사실상 미카와로부터 몰아냈다(제2차 아즈키자카 전투)
1549년 마쓰다이라 히로타다가 가신에 의해 암살되자, 요시모토는 이마가와 군을 오카자키성에 보내 사실상 마쓰다이라가의 소령을 직접 지배하에 둔다. 이로써 스루가, 도토미, 미카와 3개 국을 아우르는 세력을 구축하고 「도카이도 제일의 무사」등으로 불리게 되었다. 또, 오다 가문의 미카와 안쇼성(安祥城)을 공략하고, 오다 노부히데의 서자로 있는 오다 노부히로(織田信広)를 잡아 들여, 다케치요와 인질 교환으로 삼았다. 1551년 노부히데가 죽자, 오다 가문은 가독을 둘러싼 다툼이 벌어진다. 이를 계기로 오와리 동부의 치타군과 아이치군까지 세력을 뻗친다. 이 즈음에 요시모토의 고쿠다카는 90만 석에 달한다.
1554년 적자 이마가와 우지자네(今川氏真)를 호조 우지야스의 딸과 결혼시킨다. 그리고, 다케다 가문과 호조 가문을 중매시켜 사돈관계를 맺게한다. 이렇게 해서 3국 동맹을 맺는다. 이것으로 후위에 대한 걱정을 덜게된다.
1558년부터는 우지자네에게 실무경험을 쌓게하고, 자국 영내를 순시한다.

### 말년

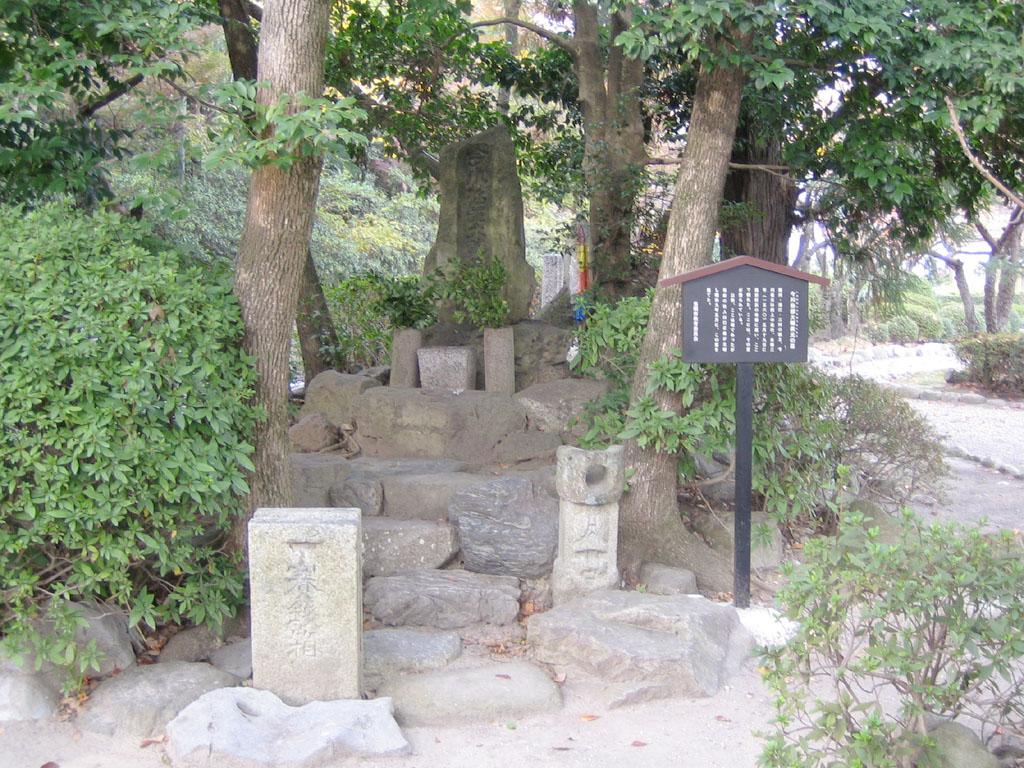
이마가와 요시모토의 묘 (아이치현 도요아케시)

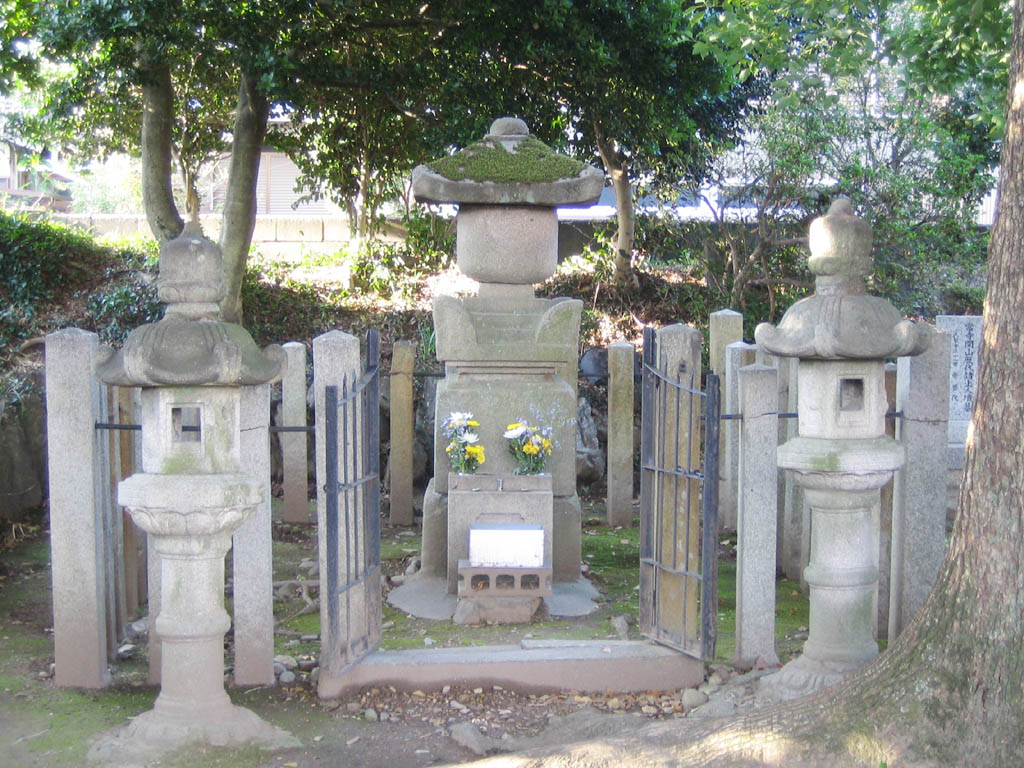
이마가와 요시모토의 몸 무덤 (아이치현 도요가와시)

1555년 다이겐 셋사이, 1557년에는 아사히나 야스요시라는 명보좌관이 차례차례 병사한다. 이에 따라 이마가와가는 쇠퇴기로에 서있게 된다.
1560년 미카와노카미에 전임된다. 음력 5월에는 2만2천의 병력을 이끌고 상경을 목표로 오와리로 침공한다.
오다가의 오다카성(大高城) 주변의 여러 도리데(砦: 작은 성)를 함락하지만, 본대는 오다카 성으로 가는 도중 덴가쿠하자마(현 아이치현 도요아케시)에서 휴식 중 오다 노부나가의 기습을 받아 살해당했다(오케하자마 전투 또는 덴가쿠하자마 전투. 신조코키(信長公記)에 기술되어 있다.) 향년 42세.

## 묘소
- 묘소: 아이치현 도요아케시 오케하자마코센조덴세쓰치(桶狭間古戦場伝説地)
- 무덤: 아이치현 도요가와시 우시쿠보정(몸무덤) 아이치현 니시오시 고마바정(머리 무덤)

## 사후
뒤에 수급은 요시모토의 가신 오카베 모토노부(岡部元信)가 개성(開城; 오와리 나루미성(鳴海城))을 조건으로 주군 요시모토의 목을 받아 온다.
가독은 적자 이마가와 우지자네가 승계했지만, 그보다 미카와에서 마쓰다이라 모토야스(도쿠가와 이에야스)가 자립한다. (이에 우지자네는 모토야스의 장인으로 있는 세키구치 지가나가에게 책임을 추궁했기 때문에 세키구치 지가나가는 자결한다) 이때부터 이마가와 씨는 쇠퇴의 길로 걸어가기 시작한다.
후에 우지자네는 8년후 다케다 신겐에 의해 스루가에서 추방된다. 이로써 이마가와 가문은 센고쿠 다이묘로써 멸망되었다.

## 인물
- 요시모토는 굵은 다리를 가지고 있었기 때문에 말을 탈 수가 없었다. 그래서 전투 때에도 가마를 타고 이동했다고 전해진다. 하지만, 이것은 에도 시대 중기에 쓰여진 것이고, 신빙성이 떨어진다. 또, 오다 노부나가의 가신 오다 규이치 또는 오다 우시카즈토모가 기록한 신죠코키에서는 오케하자마 산에서 퇴각할 때 말을 탔다는 기록이 있고, 요시모토가 가마를 탈 수 있었다는 것은 아시카가 쇼군가로부터 특별히 인정된 영예(이마가와 가문은 쇼군 가문인 아시카가 가문의 일문)이기 때문이다.
- 어릴 적부터 불문에 입적했기 때문에 무예를 갈고 닦지 못해서, 무용이 우수하지 못하다는 낭설이 있었고, 그 때문에 승마를 할 수 없었다는 과장이 생긴 것 같다.
- 무용이 우수하지 못했다라는 근거 또한 어린시절 불문에 입적한 적이 있었다는 이유로 생겨난 지극히 주관적인 추측에 가까운 낭설에 불과하다. 만년에는 좀 살이 쪘지만 그래도 무예를 게을리하지 않았으며 남들 셋이 같이 들어야 되는 무거운 칼('노다치'로 추측됨)을 휘두르던, 토카이도 최고의 무사라는 평을 받던 인물이었다. 단, 무장으로서 개인의 무용과 전투 지휘능력은 별개의 능력이며, 센고쿠 다이묘로서의 요시모토를 평가절하할 수는 없다.
- 구게(公家) 문화에 정통하고, 교토에서 축출된 구게들을 보호했다. 그러나. [치아를 검게 칠하고, 오키마유(置眉)와 옅게 화장을 한다.]라는 이야기는 후세에 만들어졌다는 설도 있다. 만약 이것이 사실이었다 하더라도 그것은 고귀한 가문이라는 의미가 된다. 연약함의 상징이 될 수 없다. 오히려 여러 번에 결친 군사 행동이 가신과 영민들을 피폐하게 만들었고, 사후 이마가와가가 급속도로 쇠퇴하는 원인중 하나라는 지적도 있다.
- 요시모토는 정치, 군사에 탁월한 센고쿠 다이묘였지만, 얄궂게도 [오케하자마에서 오다 노부나가에게 패한 적장]이라고 더 잘 알려져 있다.
- 1553년 이마가와 가나 목록(今川仮名目録)인 분국법을 재정하고, 더욱이 상업보호와 유통통제, 요리오야요리코제도(寄親寄子制度: 기인제도)에 따른 가신단의 결속 강화를 꾀하는 등, 행정 수완으로서 특히 우수했다. 그 후 이 정책은 에도 막부를 연 도쿠가와 이에야스에 의해 답습된다.
- 1560년의 원정은 상경전(上京戰)이 아니라, 오다 노부나가 토벌, 오와리 공략설도 있다. 당시, 교토에는 미요시 나가요시(三好長慶)의 미요시 정권이 절정기로 있었기 때문에, 이마가와 가문의 병력으로는 무리였기 때문이다.

## 참고 문헌
- 小和田哲男 編『今川義元のすべて』（新人物往来社、1994年） ISBN 978-4-404-02097-0[쪽 번호 필요]
- 小和田哲男『今川義元 自分の力量を以て国の法度を申付く』（ミネルヴァ書房日本評伝選、2004年） ISBN 978-4-623-04114-5[쪽 번호 필요]

| 전임 이마가와 우지테루 | 제11대 이마가와 가문 종가 당주 1536년 ~ 1560년 | 후임 이마가와 우지자네 |